# Europese kampioenschappen kunstschaatsen 2003
De Europese Kampioenschappen kunstschaatsen zijn wedstrijden die samen een jaarlijks terugkerend evenement vormen, georganiseerd door de Internationale Schaatsunie (ISU).
De kampioenschappen van 2003 vonden plaats van 20 tot en met 26 januari in Malmö. Het was de eerste keer dat de kampioenschappen in Malmö en de zesde keer dat ze in Zweden plaatsvonden. Stockholm (1912), Västerås (1968) en Göteborg (1972, 1980, 1985) waren eerder gaststeden.
Voor de mannen was het de 95e editie, voor de vrouwen en paren was het de 67e editie en voor de ijsdansers de 50e editie.
| Programma | Programma          | Programma          | Programma           | Programma            | Programma          | Programma           | Programma         |
| --------- | ------------------ | ------------------ | ------------------- | -------------------- | ------------------ | ------------------- | ----------------- |
|           | maandag 20 januari | dinsdag 21 januari | woensdag 22 januari | donderdag 23 januari | vrijdag 24 januari | zaterdag 25 januari | zondag 26 januari |
| Paren     | korte kür          |                    | lange kür           |                      |                    |                     | Gala              |
| Vrouwen   | kwalificatie       | korte kür          |                     | lange kür            |                    |                     | Gala              |
| IJsdansen |                    | verplichte kür     |                     | originele kür        | lange kür          |                     | Gala              |
| Mannen    |                    |                    |                     |                      | korte kür          | lange kür           | Gala              |

## Deelname
Alle Europese ISU-leden hadden het recht om één startplaats per discipline in te vullen. Extra startplaatsen (met en maximum van drie per discipline) zijn verdiend op basis van eindklasseringen op het EK van 2002
Eenendertig landen schreven deelnemers in voor dit toernooi, zij zouden samen 100 startplaatsen invullen. Rusland nam met het maximale aantal van twaalf startplaatsen deel aan dit toernooi.
Voor België nam Kevin Van der Perren voor de vierde keer deel in het mannentoernooi. Hij was de vierde Belg die de top tien bij het EK bereikte, Robert Van Zeebroeck (6e in 1926, 10e in 1936) Freddy Mesot (10e in 1937) en Fernand Leemans (3e in 1947) gingen hem hierin voor. Sara Falotico nam voor de derde keer deel in het vrouwentoernooi. Voor Nederland nam Karen Venhuizen voor de vierde keer deel in het vrouwentoernooi.
(Tussen haakjes het totaal aantal startplaatsen over de vier disciplines.)
| Rusland (12) Frankrijk (7) Oekraïne (7) Duitsland (6) Finland (5) Italië (5) Polen (5) | Bulgarije (4) Estland (4) Hongarije (4) Tsjechië (4) Israël (3) Slowakije (3) | Verenigd Koninkrijk (3) Azerbeidzjan (2) België (2) Georgië (2) Letland (2) Litouwen (2) | Oostenrijk (2) Slovenië (2) Roemenië (2) Wit-Rusland (2) Zweden (2) Zwitserland (2) | Armenië (1) Griekenland (1) Kroatië (1) Luxemburg (1) Nederland (1) Turkije (1) |

## Medaille verdeling
Bij de mannen behaalde de Rus Jevgeni Ploesjenko na 2000 en 2001 zijn derde Europese titel, het was zijn vijfde medaille, in 1998 en 1999 werd hij tweede. De Fransman Brian Joubert op plaats twee behaalde zijn tweede medaille, in 2002 werd hij derde. Zijn landgenoot Stanick Jeannette eindigde op plaats drie, het was zijn tweede medaille, ook in 2001 werd hij derde.
Bij de vrouwen behaalde de Russin Irina Sloetskaja haar vijfde Europese titel. Ook in 1996, 1997 en 2000, 2001 werd ze kampioen. Het was haar zevende medaille, in 1998 en 2002 werd ze tweede. Haar debuterende landgenote Jelena Sokolova behaalde de tweede plaats. Júlia Sebestyén op plaats drie was de derde vrouw uit Hongarije die op het erepodium plaatsnam. Haar voorgangers Zsuzsa Almássy werd derde in 1967, 1970 en in 1971 tweede en Krisztina Czakó werd in 1997 ook tweede.
Bij de paren was het erepodium een kopie van het EK van 2002. Dit was voor de vijfde keer dat dit bij de paren plaatsvond, in 1939, 1964, 1992 en 2000 gebeurde dit eerder. Het Russische paar Tatiana Totmianina / Maxim Marinin behaalde hun derde medaille, in 2001 werden ze tweede. Het Franse paar Sarah Abitbol / Stephane Bernadis op plaats twee behaalden hun zevende medaille, in 1996 en van 1998- 2001 werden ze derde. Het Russische paar Maria Petrova / Aleksej Tichonov op plaats drie behaalden hun vierde medaille, in 1999 en 2000 werden ze Europees kampioen.
Bij het ijsdansen werd het Russische paar Irina Lobacheva / Ilia Averbukh het 22e paar die de Europese titel veroverden en het vijfde paar uit Rusland na het uiteenvallen van de Sovjet-Unie. Het was hun vierde medaille, in 1999, 2001 en 2002 werden ze derde. Het paar Albena Denkova / Maxim Staviski behaalden hun eerste medaille, het was ook de eerste medaille voor Bulgarije op het EK Kunstschaatsen. Het Russische paar Tatiana Navka / Roman Kostomarov op plaats drie stond voor de eerste keer op het erepodium.
| Discipline | Goud                                | Zilver                            | Brons                            |
| ---------- | ----------------------------------- | --------------------------------- | -------------------------------- |
| Mannen     | Jevgeni Ploesjenko                  | Brian Joubert                     | Stanick Jeannette                |
| Vrouwen    | Irina Sloetskaja                    | Jelena Sokolova                   | Júlia Sebestyén                  |
| Paren      | Tatjana Totmjanina / Maksim Marinin | Sarah Abitbol / Stephane Bernadis | Maria Petrova / Aleksej Tichonov |
| IJsdansen  | Irina Lobacheva / Ilia Averbukh     | Albena Denkova / Maksim Staviski  | Tatjana Navka / Roman Kostomarov |

## Uitslagen
| #                      | naam (deelname)          | land                         | korte kür | vrije kür | pc     |
| ---------------------- | ------------------------ | ---------------------------- | --------- | --------- | ------ |
| Goud                   | Jevgeni Ploesjenko (5)   | Vlag van Rusland             | 1         | 1         | 1,5    |
| Zilver                 | Brian Joubert (2)        | Vlag van Frankrijk           | 2         | 2         | 3,0    |
| Brons                  | Stanick Jeannette (3)    | Vlag van Frankrijk           | 4         | 3         | 5,0    |
| 4                      | Ilja Klimkin (2)         | Vlag van Rusland             | 3         | 4         | 5,5    |
| 5                      | Stéphane Lambiel (3)     | Vlag van Zwitserland         | 6         | 5         | 8,0    |
| 6                      | Stanislav Timchenko      | Vlag van Rusland             | 5         | 7         | 9,5    |
| 7                      | Vachtang Moervanidze (8) | Vlag van Georgië             | 8         | 8         | 12,0   |
| 8                      | Frédéric Dambier (3)     | Vlag van Frankrijk           | 13        | 6         | 12,5   |
| 9                      | Gheorghe Chiper (5)      | Vlag van Roemenië            | 10        | 9         | 14,0   |
| 10                     | Kevin Van der Perren (4) | Vlag van België              | 11        | 11        | 16,5   |
| 11                     | Silvio Smalun (2)        | Vlag van Duitsland           | 9         | 12        | 16,5   |
| 12                     | Stefan Lindemann (4)     | Vlag van Duitsland           | 7         | 12        | 16,5   |
| 13                     | Sergej Davydov (3)       | Vlag van Wit-Rusland         | 15        | 10        | 17,5   |
| 14                     | Neil Wilson (4)          | Vlag van Verenigd Koninkrijk | 12        | 15        | 21,0   |
| 15                     | Kristoffer Berntsson (4) | Vlag van Zweden              | 16        | 14        | 22,0   |
| 16                     | Ivan Dinev (12)          | Vlag van Bulgarije           | 14        | 18        | 25,0   |
| 17                     | Zoltán Tóth (2)          | Vlag van Hongarije           | 19        | 16        | 25,5   |
| 18                     | Gregor Urbas (3)         | Vlag van Slovenië            | 20        | 17        | 27,0   |
| 19                     | Karel Zelenka (1)        | Vlag van Italië              | 17        | 20        | 28,5   |
| 20                     | Konstantin Toepikov (2)  | Vlag van Oekraïne            | 24        | 19        | 21,0   |
| 21                     | Hristo Turlakov (6)      | Vlag van Bulgarije           | 21        | 21        | 31,5   |
| 22                     | Clemens Jonas (4)        | Vlag van Oostenrijk          | 18        | 23        | 32,0   |
| 23                     | Sergei Kotov             | Vlag van Israël              | 23        | 22        | 33,5   |
| 24                     | Sergei Shiliaev          | Vlag van Wit-Rusland         | 22        | 24        | 35,0   |
| Vrije kür niet bereikt |                          |                              |           |           |        |
| 25                     | Alexei Kozlov (2)        | Vlag van Estland             | 25        |           |        |
| 26                     | Bartosz Domanski (2)     | Vlag van Polen               | 26        |           |        |
| 27                     | Arti-Pekka Nurmenkari    | Vlag van Finland             | 27        |           |        |
| 28                     | Aidas Reklys (4)         | Vlag van Litouwen            | 28        |           |        |
| 29                     | Lukas Kuzmiak            | Vlag van Slowakije           | 29        |           |        |
| 30                     | Aramayis Grigorian (3)   | Vlag van Armenië             | 30        |           |        |
| -                      | Tomáš Verner (2)         | Vlag van Tsjechië            |           |           | t.z.t. |

| #                      | naam (deelname)              | land                         | kwal. | korte kür | vrije kür | pc   |
| ---------------------- | ---------------------------- | ---------------------------- | ----- | --------- | --------- | ---- |
| Goud                   | Irina Sloetskaja (8)         | Vlag van Rusland             | 2A    | 2         | 1         | 3,0  |
| Zilver                 | Jelena Sokolova              | Vlag van Rusland             | 1A    | 1         | 2         | 3,0  |
| Brons                  | Júlia Sebestyén (7)          | Vlag van Hongarije           | 4A    | 3         | 3         | 6,4  |
| 4                      | Carolina Kostner             | Vlag van Italië              | 3A    | 7         | 4         | 9,4  |
| 5                      | Elena Liashenko (10)         | Vlag van Oekraïne            | 3B    | 4         | 6         | 9,6  |
| 6                      | Galina Maniachenko (4)       | Vlag van Oekraïne            | 6A    | 5         | 7         | 12,4 |
| 7                      | Alisa Drei (6)               | Vlag van Finland             | 5A    | 10        | 5         | 13,0 |
| 8                      | Viktoria Voltsjkova (5)      | Vlag van Rusland             | 1B    | 6         | 9         | 13,0 |
| 9                      | Susanna Pöykiö (2)           | Vlag van Finland             | 7A    | 8         | 8         | 15,6 |
| 10                     | Elina Kettunen (3)           | Vlag van Finland             | 2B    | 9         | 11        | 17,2 |
| 11                     | Anne Sophie Calvez           | Vlag van Frankrijk           | 4B    | 11        | 10        | 18,2 |
| 12                     | Daria Timoshenko             | Vlag van Azerbeidzjan        | 9B    | 12        | 13        | 23,8 |
| 13                     | Lucie Krausova               | Vlag van Tsjechië            | 8A    | 16        | 12        | 24,8 |
| 14                     | Idora Hegel (5)              | Vlag van Kroatië             | 8B    | 15        | 14        | 26,2 |
| 15                     | Olga Vassiljeva (7)          | Vlag van Estland             | 7B    | 14        | 16        | 27,2 |
| 16                     | Zuzana Babiakova-Paurova (7) | Vlag van Slowakije           | 6B    | 13        | 19        | 29,2 |
| 17                     | Diana Poth (5)               | Vlag van Hongarije           | 5B    | 17        | 18        | 30,2 |
| 18                     | Sabina Wojtala (6)           | Vlag van Polen               | 12B   | 18        | 15        | 30,6 |
| 19                     | Jenna McCorkell              | Vlag van Verenigd Koninkrijk | 10B   | 24        | 17        | 35,4 |
| 20                     | Vanessa Giunchi (3)          | Vlag van Italië              | 9A    | 21        | 20        | 36,2 |
| 21                     | Annette Dytrt                | Vlag van Duitsland           | 11A   | 20        | 22        | 38,4 |
| 22                     | Kimena Borg Meier            | Vlag van Zwitserland         | 12A   | 23        | 21        | 39,6 |
| 23                     | Mojca Kopac (10)             | Vlag van Slovenië            | 10A   | 19        | 25        | 40,4 |
| 24                     | Sara Falotico (3)            | Vlag van België              | 13A   | 22        | 24        | 42,4 |
| 25                     | Asa Persson (2) *            | Vlag van Zweden              | 14B   | 28        | 23        | 45,4 |
| Vrije kür niet bereikt |                              |                              |       |           |           |      |
| 26                     | Julia Lautowa (7)            | Vlag van Oostenrijk          | 11B   | 25        |           |      |
| 27                     | Tugba Karademir (2)          | Vlag van Turkije             | 13B   | 26        |           |      |
| 28                     | Hristina Vassileva (2)       | Vlag van Bulgarije           | 14A   | 27        |           |      |
| 29                     | Karen Venhuizen (4)          | Vlag van Nederland           | 15A   | 29        |           |      |
| 30                     | Roxana Luca (5)              | Vlag van Roemenië            | 15B   | 30        |           |      |
| Alleen kwalificatie    |                              |                              |       |           |           |      |
| 31                     | Gintare Vostrecovaite (2)    | Vlag van Litouwen            | 16A   |           |           |      |
| 31                     | Anna Bernauer                | Vlag van Luxemburg           | 16B   |           |           |      |
| 33                     | Georgina Papavasiliou (2)    | Vlag van Griekenland         | 17A   |           |           |      |
| 33                     | Alexandra Petushko           | Vlag van Letland             | 17B   |           |           |      |

| #      | naam (deelname)                               | land               | verpl. kür | vrije kür | pc   |
| ------ | --------------------------------------------- | ------------------ | ---------- | --------- | ---- |
| Goud   | Tatjana Totmjanina (5) Maksim Marinin (5)     | Vlag van Rusland   | 2          | 1         | 2,0  |
| Zilver | Sarah Abitbol (11) Stephane Bernadis (11)     | Vlag van Frankrijk | 3          | 2         | 3,5  |
| Brons  | Maria Petrova (7) Aleksej Tichonov (5)        | Vlag van Rusland   | 1          | 3         | 3,5  |
| 4      | Dorota Zagórska (10) Mariusz Siudek (12)      | Vlag van Polen     | 5          | 4         | 6,5  |
| 5      | Joelija Obertas (4) Alexei Sokolov            | Vlag van Rusland   | 4          | 5         | 7,0  |
| 6      | Katerina Berankova (7) Otto Dlabola (7)       | Vlag van Tsjechië  | 6          | 6         | 9,0  |
| 7      | Tatjana Volosozjar Petro Chartsjenko          | Vlag van Oekraïne  | 8          | 7         | 11,0 |
| 8      | Nicole Nönnig Matthias Bleyer                 | Vlag van Duitsland | 9          | 8         | 12,5 |
| 9      | Eva-Maria Fitze (3) Rico Rex (3)              | Vlag van Duitsland | 7          | 9         | 12,5 |
| 10     | Tatiana Chuvaeva (4) Dmitri Palamartsjoek (6) | Vlag van Oekraïne  | 10         | 10        | 15,0 |
| 11     | Maria Geurassimenko (2) Vladimir Futas (2)    | Vlag van Slowakije | 11         | 11        | 16,5 |
| 12     | Olga Bogouslavska (2) Andrei Brovenko         | Vlag van Rusland   | 13         | 12        | 18,5 |
| 13     | Diana Rennik (2) Aleksei Saks (2)             | Vlag van Estland   | 12         | 13        | 19,0 |

| #      | naam (deelname)                               | land                         | verpl. kür | orig. kür | vrije kür | pc   |
| ------ | --------------------------------------------- | ---------------------------- | ---------- | --------- | --------- | ---- |
| Goud   | Irina Lobacheva (9) Ilia Averbukh (9)         | Vlag van Rusland             | 1          | 1         | 1         | 2,0  |
| Zilver | Albena Denkova (10) Maksim Staviski (6)       | Vlag van Bulgarije           | 2          | 2         | 2         | 4,0  |
| Brons  | Tatjana Navka (9) Roman Kostomarov (5)        | Vlag van Rusland             | 3          | 3         | 3         | 6,0  |
| 4      | Olena Hroesjyna (8) Roeslan Hontsjarov (8)    | Vlag van Oekraïne            | 4          | 4         | 4         | 8,0  |
| 5      | Kati Winkler (9) Rene Lohse (9)               | Vlag van Duitsland           | 5          | 5         | 5         | 10,0 |
| 6      | Galit Chait (7) Sergei Sakhnovski (7)         | Vlag van Israël              | 6          | 6         | 6         | 12,0 |
| 7      | Isabelle Delobel (5) Olivier Schoenfelder (5) | Vlag van Frankrijk           | 7          | 7         | 7         | 14,0 |
| 8      | Federica Faiella (3) Massimo Scali (2)        | Vlag van Italië              | 8          | 8         | 8         | 16,0 |
| 9      | Sylwia Nowak (9) Sebastian Kolasiński (9)     | Vlag van Polen               | 9          | 9         | 9         | 18,0 |
| 10     | Kristin Fraser (3) Igor Loekanin (4)          | Vlag van Azerbeidzjan        | 10         | 10        | 10        | 20,0 |
| 11     | Natalia Gudina (4) Alexei Beletsky (3)        | Vlag van Israël              | 11         | 11        | 11        | 22,0 |
| 12     | Oksana Domnina Maksim Sjabalin                | Vlag van Rusland             | 12         | 13        | 12        | 24,6 |
| 13     | Veronika Moravkova (2) Jiri Prochazka (3)     | Vlag van Tsjechië            | 13         | 12        | 13        | 25,4 |
| 14     | Nóra Hoffmann Attila Elek                     | Vlag van Hongarije           | 14         | 14        | 14        | 28,0 |
| 15     | Joelia Holovina (2) Oleg Voiko (4)            | Vlag van Oekraïne            | 15         | 15        | 15        | 30,0 |
| 16     | Pamela O'Conner Jonathon O'Dougherty          | Vlag van Verenigd Koninkrijk | 16         | 17        | 16        | 32,6 |
| 17     | Roxane Petetin (2) Mathieu Jost (2)           | Vlag van Frankrijk           | 17         | 16        | 17        | 33,4 |
| 18     | Marta Paoletti Fabrizio Pedrazzini (2)        | Vlag van Italië              | 18         | 18        | 18        | 36,0 |
| 19     | Tatiana Siniaver (3) Tornike Tukvadze (3)     | Vlag van Georgië             | 19         | 19        | 19        | 38,0 |
| 20     | Jessica Huot (2) Juha Valkama (2)             | Vlag van Finland             | 20         | 20        | 20        | 40,0 |
| 21     | Agnieszka Dulej Slawonir Janicki              | Vlag van Polen               | 22         | 22        | 21        | 43,0 |
| 22     | Marina Timofeieva Evgeni Striganov            | Vlag van Estland             | 21         | 21        | 22        | 43,0 |

Medaillewinnaars

Mannen · 
Vrouwen ·
Paren · 
IJsdansen

Toernooi

1891 · 
1892 · 
1893 · 
1894 · 
1895 · 
1896-1897 · 
1898 · 
1899 · 
1900 · 
1901 · 
1902-1903 · 
1904 · 
1905 · 
1906 · 
1907 · 
1908 · 
1909 · 
1910 · 
1911 · 
1912 · 
1913 · 
1914 · 
1915-1921 · 
1922 · 
1923 · 
1924 · 
1925 · 
1926 · 
1927 · 
1928 · 
1929 · 
1930 · 
1931 · 
1932 · 
1933 · 
1934 · 
1935 · 
1936 · 
1937 · 
1938 · 
1939 ·
1940-1946 · 
1947 · 
1948 · 
1949 · 
1950 · 
1951 · 
1952 · 
1953 · 
1954 · 
1955 · 
1956 · 
1957 · 
1958 · 
1959 · 
1960 · 
1961 · 
1962 · 
1963 · 
1964 · 
1965 · 
1966 · 
1967 · 
1968 · 
1969 · 
1970 · 
1971 · 
1972 · 
1973 · 
1974 · 
1975 · 
1976 · 
1977 · 
1978 · 
1979 · 
1980 · 
1981 · 
1982 · 
1983 · 
1984 · 
1985 · 
1986 · 
1987 · 
1988 · 
1989 · 
1990 · 
1991 · 
1992 · 
1993 · 
1994 · 
1995 ·
1996 · 
1997 · 
1998 · 
1999 · 
2000 · 
2001 · 
2002 · 
2003 · 
2004 · 
2005 · 
2006 ·
2007 ·
2008 ·
2009 ·
2010 ·
2011 ·
2012 ·
2013 ·
2014 ·
2015 ·
2016 ·
2017 ·
2018 ·
2019 ·
2020 ·
2021 · 
2022 · 
2023 · 
2024 · 
2025

WK kunstschaatsen ·
WK kunstschaatsen junioren ·
Viercontinentenkampioenschap ·
Olympische Spelen